# When Love Comes to Town
When Love Comes to Town – piosenka rockowej grupy U2, pochodząca z jej wydanego w 1988 roku albumu, Rattle and Hum. W 1989 roku została wydana jako trzeci singel promujący tę płytę. Została nagrana w duecie z B.B. Kingiem. Singel uplasował się w pierwszej dziesiątce brytyjskiej listy UK Singles Chart, zajmując szóste miejsce.

## Lista utworów

### 7": Island / IS 411 (Wielka Brytania)
1. „When Love Comes to Town” (wersja albumowa) – 4:15
2. „Dancing Barefoot” (wersja długa) – 4:47

### 12": Island / 12IS 411 (Wielka Brytania)
1. „When Love Comes to Town” (wersja singlowa) – 3:34
2. „Dancing Barefoot” (wersja krótka) – 4:13
3. „When Love Comes to Town” (na żywo z Kingdom Mix) – 7:28
4. „God Part II” (Hard Metal Dance Mix) – 4:46

### CD: Island / CIDP 411 (Wielka Brytania)
1. „When Love Comes to Town” (wersja singlowa) – 3:34
2. „Dancing Barefoot” (wersja krótka) – 4:13
3. „When Love Comes to Town” (na żywo z Kingdom Mix) – 7:28
4. „God Part II” (Hard Metal Dance Mix) – 4:46

## Pozycje na listach
| Rok  | Lista                                      | Pozycja |
| ---- | ------------------------------------------ | ------- |
| 1988 | Stany Zjednoczone (Mainstream Rock Tracks) | #2      |
| 1989 | Wielka Brytania (UK Singles Chart)         | #6      |
| 1988 | Stany Zjednoczone (Modern Rock Tracks)     | #10     |
| 1989 | Australia (ARIA Charts)                    | #23     |
| 1989 | Stany Zjednoczone (Billboard Hot 100)      | #68     |

## Covery
- Utwór został wykonany przez orkiestrę Royal Philharmonic Orchestra i znalazł się na jej albumie „Pride: The Royal Philharmonic Orchestra Plays U2" z 1999 roku.
- Todd Agnew stworzył własną wersję piosenki w 2004 roku.
- Herbie Hancock umieścił własną wersję utworu, wykonaną wraz z Joss Stone i Jonnym Langiem, na swoim wydanym w 2005 roku albumie „Possibilities”.